# Izquierda comunista italiana
La izquierda comunista italiana es una corriente del movimiento revolucionario comunista internacionalista. Se formó como tal a partir de 1911 dentro del Partido Socialista Italiano, pero tuvo una larga gestación antes de la fundación del partido (1892). A partir de 1919 se unió a la Internacional Comunista (formalmente en 1920) y en 1921 fundó el Partido Comunista de Italia - Sección de la Internacional Comunista. Uno de los líderes históricos de la corriente fue Amadeo Bordiga (1889-1970), razón por la cual la tendencia de la izquierda comunista italiana a menudo se identifica reductivamente con el nombre de bordiguismo.

## Los orígenes
En Italia, los contactos de los socialistas con la Primera Internacional se caracterizaron por una variedad de posiciones en gran parte no vinculadas al "socialismo científico" sino al anarquismo (Bakunin, y más tarde Cafiero, Malatesta). Las primeras manifestaciones de un programa socialista estuvieron representadas por el periódico La Plebe, fundado por Enrico Bignami en 1868, por el Partido Socialista Revolucionario de Romaña organizado por Andrea Costa en 1881 y por el abstencionista Partido Obrero Italiano nacido en 1882 por iniciativa de la citada La Plebe y del Círculo Obrero de Milán.
En el Congreso del POI (Partido Obrero Italiano), destinado a convertirse en el del Partido de los Trabajadores Italianos, predecesor del Partido Socialista Italiano, celebrado en 1892 en Génova en la sala Sivori, los marxistas (representados principalmente por Filippo Turati) prevalecieron sobre el corrientes anarquistas y obreristas que en ese contexto no dieron paso a una organización unitaria. Fueron los años que vieron la luz las primeras Cámaras del Trabajo (Milán, Turín y Piacenza), a las que siguieron muchas otras en los años inmediatamente posteriores. Muchos eran los jóvenes inscritos en las filas socialistas, y fueron precisamente estos los que en el Congreso de Imola de 1902 se opusieron firmemente a la autonomía del grupo socialista en el Parlamento frente al Partido, una hipótesis perseguida por los componentes de abogados e intelectuales. Entre estos jóvenes surgió la Izquierda italiana en los años siguientes, tanto en las primeras formas de fracción como posteriormente en la constitución del Partido Comunista de Italia.
Una izquierda que tomó el programa de Marx y Engels como referencia global nació recién a partir de 1911, en el contexto de las luchas proletarias de principios del siglo XX. Esta se formó como una corriente organizada en oposición a los reformistas dentro del Partido Socialista reunidos en el Congreso de Milán. Una batalla muy dura se desarrolló precisamente en torno a la Federación de Juventudes Socialistas, vista por la derecha como el organismo "cultural" del partido, mientras que la izquierda la veía como un campo de entrenamiento para la lucha revolucionaria. 
De hecho, los jóvenes de la Federación estaban enzarzados en una batalla antirreformista, como recuerda Amadeo Bordiga en la Historia de la Izquierda Comunista, aunque todavía no habían desarrollado su propio perfil programático.
En 1911 la Izquierda se fortaleció en la lucha contra la Guerra de Libia y, en 1912, en el Congreso de Reggio Emilia del Partido Socialista, se configuró, con una gran presencia de jóvenes, como una corriente organizada (Fracción Revolucionaria Intransigente) en la lucha contra la derecha reformista. Mientras en Nápoles el ala derecha de la sección del PSI formaba un bloque con masones y burgueses anticlericalistas, los socialistas intransigentes rechazaron la maniobra abandonando la sección mientras se proclamaban parte del partido y fundaban, con la aportación fundamental de Amadeo Bordiga, el Círculo socialista revolucionario Carlos Marx. En el Congreso de Ancona, los marxistas se batieron para la defensa del programa revolucionario contra la derecha histórica del PSI.  La Izquierda Comunista se definió así precisamente como una corriente marxista revolucionaria.
En 1914, al estallar la Primera Guerra Mundial, los partidos de la Segunda Internacional votaron los créditos de guerra y, en 1915, la izquierda en Italia se vio aislada en su apoyo al derrotismo revolucionario, mientras que los intervencionistas (liderados por Mussolini) abandonaron el PSI y la dirección del partido ideó la fórmula ambigua "é aderire né sabotare". Entre el 1915 (septiembre) y el 1916 (abril) se llevaron a cabo las conferencias internacionales semiclandestinas de Zimmerwald y de Kienthal. Sobre la cuestión de la guerra se perfiló una soldadura de la izquierda internacional, de Lenin y León Trotski a Karl Liebknecht y Rosa Luxemburgo. La izquierda italiana estaba en las mismas posiciones: "intransigencia feroz" en la defensa de las "fronteras ideológicas" del comunismo contra el desastre de la socialdemocracia con la fórmula expresada por Lenin: "transformar la guerra imperialista en una revolución proletaria". Cuando estalló la Revolución de Octubre en Rusia en 1917, la izquierda italiana fue la única corriente en el mundo que reconoció al bolchevismo como la vanguardia de la revolución mundial y no como un hecho nacional. El bolchevismo, decía la izquierda, "es la planta de todo clima": con el Octubre Rojo, "la revolución social internacional está en la agenda de la historia".

## La Fracción Comunista Abstencionista
En el 15º Congreso Socialista de 1918, la izquierda se alineó sin compromisos con las tesis de Lenin y presionó al partido para que apoyara la revolución internacional. La unidad del partido fue mantenida por la derecha sólo gracias a compromisos que eludieron cuestiones teóricas, mientras que el grupo parlamentario actuó con total autonomía. El problema, afirmó la izquierda, es "ver cuál de las tendencias está en la línea del Programa del Partido y corresponde a los objetivos que se propone".
El 1919 fue un año de grandes huelgas en Italia y levantamientos revolucionarios en Alemania y Hungría. Los líderes espartaquistas fueron asesinados, mientras que en Budapest se proclamó la República de los Soviets. El Soviet, observó la izquierda, es un organismo inmediato que representa el momento del dualismo de poder: sólo puede surgir en períodos en los que los mecanismos democráticos aún no se han roto pero la cuestión del derrocamiento de las viejas clases ya está en la agenda. Soviet será por lo tanto el periódico de la corriente. Por este motivo se desarrolló la polémica con L'Ordine Nuovo de Antonio Gramsci, con los Consejos de Fábrica y su concepción gradualista de la revolución.
Dentro del PSI, la Izquierda tomó el nombre de Fracción  Comunista Abstencionista y apoyó una política antiparlamentaria a favor de un frente de acción común desde abajo de todos los explotados, sobre problemas concretos. Esto a diferencia del frente único revolucionario apoyado por anarcosindicalistas, anarquistas y socialdemócratas, una alianza ficticia entre corrientes políticas diferentes e incompatibles. En marzo del mismo año, se fundó la Internacional Comunista como base del Partido Comunista Mundial.
Mientras continuaban las huelgas masivas, estalló la polémica: "¿Preparación revolucionaria o preparación electoral?" La izquierda intensificó su batalla contra lo que con desprecio llamó la "cloaca" parlamentaria y delineó su programa:
- Proclamación firme de sus fundamentos teóricos: el comunismo como programa que se consolidó con Marx y Engels.
- La Internacional no es simplemente un resultado específico de la revolución en Rusia, sino que representa, más allá de las fronteras, el proceso revolucionario mundial en estricta adhesión a los principios marxistas a los que renunció la Segunda Internacional.
- Selección rigurosa de los elementos oportunistas para la afirmación del movimiento comunista internacional.
- Negación de la visión gradualista de la revolución.
- Reafirmación en términos inequívocos de la necesidad de la conquista y mantenimiento del poder a través del manejo del instrumento estatal, legado de sociedades divididas en clases que deberán extinguirse con la desaparición de las mismas.
- Función principal del partido como dirección revolucionaria; conquista de influencia sobre la parte decisiva del proletariado también a través de los sindicatos.

## La fundación del Partido Comunista de Italia
El II Congreso de la Internacional Comunista, celebrado en 1920, representó el punto más alto alcanzado por el enfoque teórico y la coherencia organizativa en la historia de las tres Internacionales antes de su degeneración. La teoría, los principios, los objetivos, el programa y la táctica se integraron en un conjunto de tesis perfectamente válidas para todo el movimiento independientemente de la ubicación. El llamado (en Bakú, en el congreso dedicado a ellos) a los pueblos del Este por la lucha revolucionaria por la liberación nacional se integró con las tareas del proletariado occidental por la "guerra total contra el capitalismo". En el Segundo Congreso, la izquierda italiana colaboró con Lenin en la definición de los 21 puntos de adhesión. No se trataba de formalidades, sino de método y principio: según la izquierda, la Internacional no podía seguir siendo una agregación de tendencias o partidos nacionales, sino que debía avanzar hacia un partido mundial único con secciones en los distintos países. .La importancia de este enfoque resultará fundamental cuando, por otro lado, la Internacional se convierta en una agregación de partidos nacionales y su dirección, con la derrota de la revolución en Occidente, tendrá que ceder a las necesidades del desarrollo de capitalismo en Rusia, mistificado como la construcción del "socialismo en un solo país".
En el Congreso de Livorno en 1921, la Izquierda Comunista se separó del antiguo PSI para fundar, sobre la base de los "21 puntos" de la Internacional, el Partido Comunista de Italia – sección de la Internacional Comunista. El partido recién formado se enfrentó de inmediato a la necesidad de participar en batallas complejas en todos los frentes:
- Sindicato, apoyando la máxima unidad entre los proletarios en un frente de batalla opuesto al de la clase dominante.
- Político, luchando tanto contra el fascismo como contra los reformistas que se oponían a él a nivel legalitario. La izquierda argumentó que, contrariamente a las apariencias, el fascismo no era un fenómeno "atrasado" sino una manifestación moderna de la dominación de clase burguesa, una necesidad racionalizadora, tanto para afrontar la crisis histórica del capitalismo como, en consecuencia, para afrontar la capacidad de lucha del proletariado.
- Militar, argumentando, la necesidad de prepararse para la lucha armada, no como un coágulo de muchas tendencias políticas como la del "Arditi del Popolo" sino con un marco militar centralizado y eficiente estrictamente controlado por el partido de clase. Esta posición no fue compartida por la Internacional Comunista, que simplemente comparó el fascismo con la "guardia blanca" que organizaba la reacción contrarrevolucionaria en Rusia, como se infiere del encuentro de Nikolai Bujarin con Ruggero Grieco (Eros Francescangeli: Gli Arditi del popolo).
- Internacional, luchando denodadamente en todos los lugares contra las desviaciones tácticas, como la mala interpretación de la cuestión del Frente Unido. No debe entenderse como un "bloqueo" entre diferentes formaciones políticas, sino como una acción física común entre todos los proletarios, independientemente de la organización en la que militen. Los frentes, según la izquierda, habrían revelado lo que realmente eran, alianzas antifascistas, partidismo a favor de una rama de la burguesía contra otra rama.

## La contrarrevolución
Entre el 1921 y el 1924 fueron disminuyendo las posibilidades de una solución revolucionaria en Occidente. La contrarrevolución, en Rusia y en el mundo, empezó a hacer sentir sus efectos, mientras que a la muerte de Lenin las cuestiones rusas empezaron a dominar en la Internacional. En el Cuarto Ejecutivo Ampliado de la Internacional, en Moscú, el representante del PCd'I (Bordiga) denunció el surgimiento en el horizonte de la teoría del "socialismo en un solo país", el efecto del "ruso" se solapa sobre el internacionalismo. En Italia, los centristas alineados con la Internacional "rusificada" fueron empujados por esta para que tomaran el control del partido. La izquierda, a pesar de tener una mayoría en el Congreso, fue colocada gradualmente en minoría por los centristas mediante maniobras organizativas y el método de la calumnia sistemática. Así comenzó la batalla de la izquierda contra lo que se llamará estalinismo.
Entre 1925 y 1926 se abandonó la rigurosa selección de adhesiones partidistas, con la consecuencia de ampliar aún más el tejido de la organización a desviaciones teóricas y tácticas. Desde 1924 Gramsci es secretario (antes esta figura no existía en el partido) y las duras demandas de Moscú, incluso de carácter económico, a los funcionarios, entregan la dirección del partido al centrismo, a pesar de que la gran mayoría de miembros pertenecían a la izquierda. En este clima tuvo lugar el Congreso de Lyon (enero de 1926). En la clandestinidad impuesta por el fascismo ahora establecido, la izquierda, boicoteada por el poderoso aparato de la Internacional, no consigue ni siquiera sus delegados que, como ausentes, se dan como votantes a favor de las tesis del grupo centrista encabezado por Gramsci. El informe formal de la estafa a la organización mundial de la Internacional no tuvo ningún efecto.
La izquierda no consideró perdida la batalla para salvar a la Internacional del estalinismo y, cuando la oposición dentro del partido ruso finalmente emergió con retraso, la apoyó.
La oposición de Trotski fue calumniada y aislada; toda oposición fue desde ese momento definida como "trotskista". A pesar de las diferencias, la izquierda se negó a abandonar la oposición rusa a los ataques de los adversarios y mostró total solidaridad en su batalla contra el estalinismo emergente. A partir de 1926, el contraste fue, por tanto, puramente político y teórico. La aberrante teoría del "socialismo en un solo país" fue vista por la izquierda como una doble negación del comunismo de Marx, Engels y Lenin. Primero, porque llamó "socialismo" lo que Lenin había llamado "desarrollo capitalista europeo en la Rusia pequeñoburguesa y semi-medieval"; segundo, porque separó trágicamente los destinos de la revolución rusa de los de la revolución mundial, aislándola. Tal teoría fue considerada una manifestación aún latente de la contrarrevolución. Conducirá a la justificación política para proceder con la eliminación física de la vieja guardia bolchevique comenzando por la izquierda "trotskista" en Rusia, que fue seguida por la eliminación progresiva de toda oposición en los partidos adherentes en los demás países de Europa, en América y Asia.

## El fin de la Tercera Internacional
Causa no secundaria de la capitulación del estalinismo frente a las dificultades planteadas por la revolución en retroceso fue la venganza de las inestables corrientes socialdemócratas, nunca completamente derrotadas. Se abandonaron así las consignas revolucionarias, sustituidas por la defensa de la democracia contra el fascismo. Consciente de que la oposición al estalinismo manifestada en Europa no significaba automáticamente el cumplimiento del programa comunista, la izquierda también rechazó un "bloque" de la oposición anti-Stalin, entre los que había, además, los anticomunistas. El rechazo del centralismo y del partido como órgano rector de la revolución fue juzgado incluso peor que el "totalitarismo" de Stalin porque resultó en teorizaciones democráticas y anarquistas impotentes ante las fuerzas que la revolución había puesto en movimiento. Las oscilaciones tácticas de la Internacional provocaron trastornos dentro de los partidos adherentes, pero ni siquiera la oposición pudo encontrar una consistencia teórica en la lucha contra los errores tácticos. En 1925-27 las tácticas estalinistas del Frente Unido entre comunistas y nacionalistas del Kuomingtang llevaron, por ejemplo, a la tragedia del fracaso de la revolución china, pero la oposición en su conjunto no se dio cuenta de que las tácticas, equivocadas o no entendido, eran el resultado. de una enfermedad tumoral del partido, no de la "culpa" de sus órganos centrales.
Entre 1927 y 1930 casi todos los dirigentes del partido que permanecieron en Italia fueron encarcelados por el fascismo o enviados a confinamiento. En estas difíciles condiciones, los izquierdistas continuaron la labor de defensa de los principios revolucionarios. La brecha con los alineados en Moscú, incluso entre los militantes que estaban presos o en confinamiento, se amplió. Mientras tanto, León Trotski fue expulsado del partido ruso. La Internacional estaba ahora firmemente en manos de los estalinistas y la intimidación, el encarcelamiento, las presiones de todo tipo pesaban sobre los miembros de la izquierda italiana que habían escapado de la policía fascista refugiándose en Rusia. Más de doscientos militantes de la izquierda italiana, la mayoría trabajadores, desaparecieron en el aire.
En 1930 Bordiga, ya fuera de facto del partido rusificado en 1926, también fue expulsado formalmente por razones infames. Muchos militantes que emigraron al extranjero, especialmente en Francia, mantuvieron una fuerte oposición al discurso de Moscú; en abril de 1928, en Pantin (cerca de París) formaron la Fracción de izquierda del PCd'I y comenzaron a publicar el "Prometeo" quincenal, en italiano, al que, en 1933, se le unió el mensual "Bilan", en francés. En la década de 1930, el estalinismo procedió a eliminar físicamente lo que Stalin, en su historia del partido ruso, definiría como "ruinas bucharinianas y trotskistas, espías, saboteadores, traidores a la patria". Miles de combatientes revolucionarios, junto con los líderes de una generación de revolucionarios comunistas, fueron asesinados por los pelotones de fusilamiento estalinistas (casi todos de la "vieja guardia bolchevique", formada por unos 30.000 militantes).
Mientras los principales países imperialistas se preparaban para la Segunda Guerra Mundial, la Internacional degenerada llamó a los proletarios a participar en bloques interclasistas, los Frentes Populares, considerados como un apoyo a la política nacional rusa. El Partido Ruso, después de haber firmado un acuerdo con el gobierno alemán para la partición de Polonia, pasó con los Aliados llamando al proletariado a luchar a favor de las potencias aliadas contra las del Eje, es decir, en apoyo armado de los angloamericanos. imperialismo contra los alemanes, japoneses e italianos.
En 1940 Trotski fue asesinado en México por un emisario de Stalin. Sus seguidores intentaron ponerse en contacto con la izquierda italiana, como había hecho anteriormente el propio Trotski.
En 1943, el partido ruso disolvió la Internacional que se había vuelto inútil en la política fluctuante del estado ruso, que gradualmente se vio comprometida en alianzas con los diversos países imperialistas. La izquierda señaló que la guerra en alianza con este último fue denominada por la "Gran Guerra Patriótica" rusa, en contraste con las concepciones del internacionalismo comunista apátrida.

## La reorganización posbélica
Si bien la guerra aún no había concluido, en 1944 se reanudaron los primeros contactos organizativos entre los militantes de izquierda. Anticipándose a la victoria aliada, el comando estadounidense se puso en contacto en el sur con representantes del antifascismo para organizar el gobierno de posguerra. Los exponentes de la Izquierda Comunista también fueron contactados pero, a diferencia de todos los de los otros partidos, se negaron a formar parte de una coalición nacional bajo la égida de América. Con la guerra aún no terminada, en 1943-1945, grupos de izquierda se reunieron en el norte en torno a la periódica Battagla Comunista y fundaron el Partido Comunista Internacionalista. El enfrentamiento con los estalinistas fue inmediatamente violento, dado que según la izquierda el Partido Comunista Italiano (la introducción del adjetivo en el nombre del partido subraya su vocación nacional) y la organización sindical que controlaba habían subordinado la lucha de clases a la reconstrucción burguesa de la nación asolada por la guerra. El parlamentarismo y la unidad en nombre de la pacificación patriótica fueron de hecho la base del programa de Togliatti.
La reorganización de los militantes que regresan del exterior o de los campos de prisioneros, la formación de agrupaciones sindicales y la denuncia del oportunismo exacerbaron la lucha hasta el enfrentamiento físico. Los militantes de izquierda Fausto Atti y Mario Acquaviva fueron asesinados por los estalinistas. Los grupos que se referían a la Izquierda Comunista aún no eran homogéneos, muchos militantes se reorganizaron según los principios del Segundo Congreso de la Internacional Comunista, es decir, según el centralismo democrático, con congresos, votaciones, etc. Esto significó, por una parte de la corriente, que la solución de problemas teóricos y tácticos (como la acción en los sindicatos o la evaluación de la naturaleza de la sociedad rusa) se dejara a la discusión de tesis, mientras que por otra parte la experiencia misma de la corriente histórica ya habría superado todos los problemas de ese tipo con una batalla de años y años. En 1945 el grupo encabezado por Amadeo Bordiga elaboró nuevas tesis sobre la "Naturaleza, función y táctica del partido de la clase obrera", mientras que el grupo encabezado por Onorato Damen creía que la experiencia del Partido Comunista de Italia y por lo tanto también adoptaba la antigua estructura organizativa, tácticas, etc. (para algunos militantes, la participación en el parlamento seguía siendo válida). Sin embargo, las tesis fueron aceptadas sin formalidades particulares. En ellas leemos: "Las tácticas locales sólo pueden ser aspectos de la estrategia revolucionaria general cuya primera tarea es la restauración de la claridad programática del partido proletario mundial, seguida de la reestructuración de la red de sus organizaciones en cada país".
El periódico Prometeo recogió en esos años artículos y tesis sobre las principales cuestiones planteadas tanto por la discusión teórica como por los acontecimientos importantes del ciclo de posguerra. En realidad, se trataba de no romper la continuidad de la teoría y la práctica con respecto a la corriente que había dado vida al Partido Comunista en Italia, sino también de precisar mejor las tareas y la naturaleza del partido en una nueva era. Las Tesis de Roma de 1922 habían afirmado que el partido revolucionario "se forma y se desarrolla" en relación con la lucha de clases; en 1951 el grupo encabezado por Bordiga elaboró "Tesis características del partido" en las que se reiteró que "El partido excluye absolutamente la posibilidad de estimular el proceso con recursos, maniobras, expedientes que apalanquen a aquellos grupos (...) que usurpan el nombre de proletarios, socialistas, comunistas ". Escribió que no había recetas para estimular la lucha de clases y ampliar artificialmente las filas del partido. El único recurso hubiera sido la coherencia programática y la acción en contacto con la clase proletaria siempre que fuera posible, en vista de una recuperación de clase deseable y objetiva. El otro grupo no aceptó lo que consideraron una innovación arbitraria de la historia anterior.

## La escisión del 1952
Algunas diferencias entre quienes afirmaban tener un punto de partida común, tanto teórico como político y organizativo, comenzaron a manifestarse ya en los años treinta, después de que la izquierda fuera oficialmente "derrotada" en el Congreso de Lyon, y se desarrolló dentro de la Fracción establecida en el extranjero.
Se produjeron varias escisiones, en relación, por ejemplo, con la actitud a tomar frente a la Guerra civil española (1936-1939).
Frente a los enormes problemas planteados por la contrarrevolución, ese componente de la Fracción que manifestaba una observancia bordighiana más estricta creía que había llegado el momento, en 1939, de disolver la Fracción: según los representantes de este componente, la burguesía beligerante había ganó el juego y no lo hizo 'no había posibilidad de una política revolucionaria, incluso frente a una "desaparición de la clase obrera". Los camaradas que no estaban de acuerdo con estas posiciones fueron los primeros en unirse a los camaradas del Centro Interno Italiano, que en 1943 había iniciado la formación del Partido Comunista Internacionalista.
El componente bordiguista de la Fracción en el extranjero y los camaradas vinculados a Bordiga en el sur de Italia ingresaron al partido reconstituido en 1945.
Dentro del Partido Comunista Internacionalista, cuya fundación desde su reencuentro con los demás compañeros Bordiga la consideró inapropiada, se profundizaron algunas divergencias ya manifestadas dentro de la Fracción en los años treinta; en 1948, en el Primer Congreso Nacional de Florencia, se manifestaron los síntomas de una profunda disidencia que poco después (1951) maduraría hasta la ruptura en 1952. Los compañeros de estricta observancia bordiguista se negaron a participar en una asamblea del Congreso y formaron otra organización y otro periódico. (Programma Comunista; Programme communiste en francés). Las principales cuestiones teórico-político-organizativas que llevaron a la ruptura fueron:
- la cuestión de la naturaleza social de la URSS
- la cuestión sindical;
- las guerras de liberación nacional;
- la cuestión del partido y de sus ratios con la clase.

El estudio y una "restauración" personal del marxismo fueron precedidos por Bordiga a una "fregola del activismo" con la que él y sus seguidores identificaron todo intento de intervención directa en la clase, negando cualquier necesidad como presencia del partido revolucionario cuya permanencia era reconocidos sólo como históricos, a raíz de un trabajo teórico realizado exclusivamente por el propio Bordiga y al que necesariamente habría debido un reconocimiento unánime.
La organización encabezada por el programa comunista vio inicialmente la aparición de secciones en varios países de Europa, América Latina y África del Norte. En 1964 cambió su nombre por el de Partido Comunista Internacional (ya no "internacionalista"). Sin embargo, después de numerosas divisiones, generó una pluralidad de pequeños grupos que reivindicaban la naturaleza de un Partido Internacional o Mundial y una ortodoxia sustancialmente bordiguista (a veces con algunas "correcciones" por subjetividad, aunque siempre viniendo a su vez del linaje original de bordiguistas anteriores a 1952).
El Partido Comunista Internacionalista (Battaglia Comunista y Prometeo), aún activo, siempre se ha distanciado de estas tendencias, tratando de seguir aplicando el método de crítica de la economía política - única "invariancia" del marxismo - y la certeza de la alternativa histórica: socialismo o barbarie. En esta alternativa, el Partido Comunista Internacionalista cree que la realización en sentido revolucionario no tiene nada mecánicamente seguro, pero que puede tener la posibilidad de un desarrollo concreto sólo en el compromiso teórico y en la actividad política del partido, en estrecho contacto con los grupos proletarios en sus luchas diarias.